# La Venta del Capulín
La Venta del Capulín är en ort i Mexiko.   Den ligger i kommunen Zinapécuaro och delstaten Michoacán de Ocampo, i den södra delen av landet, 160 km väster om huvudstaden Mexico City. La Venta del Capulín ligger 2 443 meter över havet och antalet invånare är 113.
Terrängen runt La Venta del Capulín är huvudsakligen kuperad, men den allra närmaste omgivningen är platt. Terrängen runt La Venta del Capulín sluttar norrut. Runt La Venta del Capulín är det ganska tätbefolkat, med 104 invånare per kvadratkilometer. Närmaste större samhälle är Acámbaro, 17,5 km nordväst om La Venta del Capulín. I omgivningarna runt La Venta del Capulín växer huvudsakligen savannskog.